# Noar Linhas Aéreas
Noar Linhas Aéreas (Nordeste Aviação  Regional Linhas Aéreas) fue una aerolínea regional doméstica con sede en Caruaru, 
Pernambuco, Brasil.

## Historia
El principal objetivo de la compañía es operar en el mercado de vuelos regionales regulares en la región noreste de Brasil, uniendo sus principales centros de negocios. Fue fundada en 2009 y el 14 de mayo de 2010 la ANAC autorizó a la compañía a iniciar sus operaciones.

## Accidentes e incidentes
El 13 de julio de 2011, el vuelo 4896 que cumplía la aeronave de matrícula PR-NOB desde Recife (PE) a Natal (RN) se estrelló poco después de despegar. Los 16 ocupantes de la aeronave perdieron la vida. "Las pérdidas humanas y materiales fueron totales", informó la Fuerza Aérea Brasileña (FAB). El piloto de la aeronave llegó a informar que estaba en situación peligrosa y que intentaría un aterrizaje de emergencia antes de que el avión se estrellara en un campo próximo al aeropuerto de Recife e hiciera explosión. Según la Aeronáutica, el piloto intentó realizar un aterrizaje de emergencia en la playa de Boa Viagem, en Recife, pero el avión cayó poco antes y tras evitar chocar con algunos edificios se estrelló en un terreno baldío entre los barrios de Piedade y Boa Viagem.
Luego de complicaciones operacionales tras el accidente, el 20 de septiembre de 2011 Noar solicitó a ANAC la suspensión temporal de sus servicios.
El 26 de noviembre de 2014 Noar perdió su licencia operativa.

## Destinos
Noar opera los siguientes destinos:
- Aracaju - Aeropuerto Santa Maria
- Caruaru - Aeropuerto de Caruaru
- João Pessoa - Aeropuerto Internacional   Castro Pinto
- Maceió - Aeropuerto Internacional Zumbi dos Palmares
- Mossoró - Aeropuerto de Mossoró
- Natal - Aeropuerto Internacional Augusto Severo
- Paulo Afonso - Aeropuerto de Paulo Afonso
- Recife - Aeropuerto de Guararapes

## Flota
La flota de Noar Linhas Aéreas incluye las siguientes aeronaves configuradas en clase turista (en octubre de 2010):